# Junior-VM i håndbold 1977 (kvinder)
Juniorverdensmesterskabet i håndbold 1977 for kvinder var det første junior-VM i håndbold for kvinder. Mesterskabet blev arrangeret af International Handball Federation, og slutrunden med deltagelse af 14 hold blev afviklet i Rumænien i perioden 30. september – 7. oktober 1977.
Mesterskabet blev vundet af Jugoslavien, som i finalen besejrede Sovjetunionen med 16-13 efter forlænget spilletid. Bronzemedaljerne gik til værtslandet Rumænien, der vandt 16-15 over Østtyskland i bronzekampen efter 3 gange forlænget spilletid.

## Slutrunde

### Indledende runde
De 14 hold spillede i den indledende runde i fire grupper med tre eller fire hold. Hver gruppe spillede en enkelturnering alle-mod-alle, og de to bedst placerede hold i hver gruppe gik videre til hovedrunden om placeringerne 1-8. De resterende 1-2 hold i hver gruppe gik videre kampene om placeringerne 9-14.

#### Gruppe A
| Dato | Hold                            | Res.  |
| ---- | ------------------------------- | ----- |
| ?    | Sovjetunionen – Congo           | 23–14 |
| ?    | Holland – Tjekkoslovakiet       | 12–16 |
| ?    | Holland – Congo                 | 16–11 |
| ?    | Sovjetuinonen – Tjekkoslovakiet | 17–90 |
| ?    | Tjekkoslovakiet – Congo         | 15–12 |
| ?    | Holland – Sovjetunionen         | 09–17 |

| Hold            | Kampe | Mål   | Point |
| --------------- | ----- | ----- | ----- |
| Sovjetunionen   | 3     | 57-32 | 6     |
| Tjekkoslovakiet | 3     | 40-41 | 4     |
| Holland         | 3     | 35-44 | 2     |
| Congo           | 3     | 37-52 | 0     |

#### Gruppe B
| Dato | Hold                    | Res.  |
| ---- | ----------------------- | ----- |
| ?    | Frankrig – Rumænien     | 06–21 |
| ?    | Polen – Vesttyskland    | 16–16 |
| ?    | Frankrig – Vesttyskland | 7–8   |
| ?    | Polen – Rumænien        | 18–20 |
| ?    | Polen – Frankrig        | 18–13 |
| ?    | Vesttyskland – Rumænien | 12–15 |

| Hold         | Kampe | Mål   | Point |
| ------------ | ----- | ----- | ----- |
| Rumænien     | 3     | 56-36 | 6     |
| Polen        | 3     | 52-49 | 3     |
| Vesttyskland | 3     | 36-38 | 3     |
| Frankrig     | 3     | 26-47 | 0     |

#### Gruppe C
| Dato | Hold            | Res.  |
| ---- | --------------- | ----- |
| ?    | Østrig – Ungarn | 05–20 |
| ?    | Norge – Ungarn  | 04–11 |
| ?    | Østrig – Norge  | 11–24 |

| Hold   | Kampe | Mål   | Point |
| ------ | ----- | ----- | ----- |
| Ungarn | 2     | 31-09 | 4     |
| Norge  | 2     | 28-22 | 2     |
| Østrig | 2     | 16-44 | 0     |

#### Gruppe D
| Dato | Hold                      | Res.  |
| ---- | ------------------------- | ----- |
| ?    | Østtyskland – Danmark     | 16–13 |
| ?    | Jugoslavien – Danmark     | 16–14 |
| ?    | Østtyskland – Jugoslavien | 11–12 |

| Hold        | Kampe | Mål   | Point |
| ----------- | ----- | ----- | ----- |
| Jugoslavien | 2     | 28-25 | 4     |
| Østtyskland | 2     | 27-25 | 2     |
| Danmark     | 2     | 27-32 | 0     |

### Hovedrunde
I hovedrunde spillede de to bedst placerede hold fra hver indledende gruppe i grupperne I og II om placeringerne 1-8. Holdene fra gruppe A og B samledes i gruppe I, mens holdene fra gruppe C og D samledes i gruppe II. I hver gruppe spillede de fire hold en enkeltturnering alle-mod-alle, bortset fra at hold fra samme indledende gruppe ikke mødtes igen – i stedet blev resultatet af holdenes indbyrdes opgør i den indledende runde ført med over til hovedrunden. Vinderne af de to grupper gik videre til finalen, mens toerne gik videre til bronzekampen. De to treere spillede placeringskamp om femtepladsen, mens firerne måtte tage til takke med at spille om 7.-pladsen.
I grupperne III og IV spillede holdene, der sluttede på tredje- og fjerdepladserne i den indledende rundes grupper om placeringerne 9-14. Holdene fra gruppe A og C samledes i gruppe III, mens holdene fra gruppe B og D samledes i gruppe IV. I hver gruppe spillede de tre hold en enkeltturnering alle-mod-alle, bortset fra at hold fra samme indledende gruppe ikke mødtes igen – i stedet blev resultatet af holdenes indbyrdes opgør i den indledende runde ført med over til hovedrunden. De to gruppevindere gik videre til placeringskampen om 9.-pladsen, toerne gik videre til kampen om 11.-pladsen, mens treerne spillede om 13.-pladsen.

#### Gruppe I
| Dato | Hold                       | Res.  |
| ---- | -------------------------- | ----- |
| ?    | Sovjetunionen – Polen      | 15–11 |
| ?    | Tjekkoslovakiet – Rumænien | 09–10 |
| ?    | Tjekkoslovakiet – Polen    | 10–16 |
| ?    | Sovjetunionen – Rumænien   | 14–11 |

| Hold            | Kampe | Mål   | Point |
| --------------- | ----- | ----- | ----- |
| Sovjetunionen   | 3     | 46-34 | 6     |
| Rumænien        | 3     | 41-41 | 4     |
| Polen           | 3     | 45-45 | 2     |
| Tjekkoslovakiet | 3     | 28-43 | 0     |

#### Gruppe II
| Dato | Hold                 | Res.  |
| ---- | -------------------- | ----- |
| ?    | Østtyskland – Ungarn | 13–80 |
| ?    | Jugoslavien – Norge  | 20–13 |
| ?    | Norge – Østtyskland  | 08–12 |
| ?    | Ungarn – Jugoslavien | 11–18 |

| Hold        | Kampe | Mål   | Point |
| ----------- | ----- | ----- | ----- |
| Jugoslavien | 3     | 50-35 | 6     |
| Østtyskland | 3     | 36-28 | 4     |
| Ungarn      | 3     | 30-35 | 2     |
| Norge       | 3     | 25-43 | 0     |

#### Gruppe III
| Dato | Hold             | Res.  |
| ---- | ---------------- | ----- |
| ?    | Congo – Østrig   | 23–10 |
| ?    | Holland – Østrig | 8–6   |

| Hold    | Kampe | Mål   | Point |
| ------- | ----- | ----- | ----- |
| Holland | 2     | 22-17 | 4     |
| Congo   | 2     | 34-24 | 2     |
| Østrig  | 2     | 16-31 | 0     |

#### Gruppe IV
| Dato | Hold                   | Res.  |
| ---- | ---------------------- | ----- |
| ?    | Frankrig – Danmark     | 07–10 |
| ?    | Vesttyskland – Danmark | 9–9   |

| Hold         | Kampe | Mål   | Point |
| ------------ | ----- | ----- | ----- |
| Danmark      | 2     | 19-16 | 3     |
| Vesttyskland | 2     | 17-16 | 3     |
| Frankrig     | 2     | 14-18 | 0     |

### Placeringskampe
| Dato                | Hold                        | Res.     |
| ------------------- | --------------------------- | -------- |
| Kamp om 13.-pladsen |                             |          |
| ?                   | Frankrig – Østrig           | 10–60    |
| Kamp om 11.-pladsen |                             |          |
| ?                   | Vesttyskland – Congo        | 20–16    |
| Kamp om 9.-pladsen  |                             |          |
| ?                   | Holland – Danmark           | [0]17–15 |
| Kamp om 7.-pladsen  |                             |          |
| ?                   | Norge – Tjekkoslovakiet     | 16–15    |
| Kamp om 5.-pladsen  |                             |          |
| ?                   | Polen – Ungarn              | 10–90    |
| Bronzekamp          |                             |          |
| ?                   | Rumænien – Østtyskland      | [0]16–15 |
| Finale              |                             |          |
| ?                   | Jugoslavien – Sovjetunionen | [0]16–13 |

| Plac.  | Hold            |
| ------ | --------------- |
| Guld   | Jugoslavien     |
| Sølv   | Sovjetunionen   |
| Bronze | Rumænien        |
| 4.     | Østtyskland     |
| 5.     | Polen           |
| 6.     | Ungarn          |
| 7.     | Norge           |
| 8.     | Tjekkoslovakiet |
| 9.     | Holland         |
| 10.    | Danmark         |
| 11.    | Vesttyskland    |
| 12.    | Congo           |
| 13.    | Frankrig        |
| 14.    | Østrig          |